# Guy Rodgers
Guy William Rodgers (1 de septiembre de 1935-Los Ángeles, California, 19 de febrero de 2001) fue un jugador de baloncesto estadounidense que disputó 12 temporadas en la NBA. Medía 1,83 metros de altura, y está reconocido como uno de los mejores bases de la década de los años 1960, tras acabar en dos ocasiones como mejor pasador, y en segunda posición otras seis.

## Trayectoria deportiva

### Universidad
Jugó durante cuatro temporadas con los Owls de la Universidad de Temple, a los que condujo en dos ocasiones, en 1956 y 1958 a la Final Four de la NCAA, quedando terceros en ambas ocasiones. Es actualmente el tercer mejor anotador de la historia de su universidad. En total promedió 19,6 puntos y 6,5 rebotes por partido.

### Profesional
Fue elegido en la quinta posición del Draft de la NBA de 1958 por Philadelphia Warriors como elección territorial, y allí coincidió con el gran Wilt Chamberlain durante 5 temporadas, participando en el partido en el cual éste anotó 100 puntos, colaborando con 20 asistencias. En la temporada 1962-63 fue el líder de la liga en asistencias, con 10,4 por partido, siendo elegido para disputar su primer All Star. El 14 de marzo de esa misma temporada, Rodgers empató con Bob Cousy en el récord de la NBA de más asistencias en un partido, con 28, cifra que no sería superada hasta 15 años más tarde por Kevin Porter y más adelante por Scott Skiles. Fue con el base de los Warriors que llegaron a las Finales de la NBA en la temporada 1963-64, cayendo derrotados por Boston Celtics por 4-1. Con los Warriors registró 8 triples-dobles en temporada regular y, al término de su etapa como 'Warrior', acabó como máximo asistente de la franquicia.
Tras 12 temporadas con los Warriors, en 1966 fue elegido por Chicago Bulls en el draft de expansión de ese año, donde jugó una única temporada completa, en la que fue elegido para su cuarto y último All Star, tras promediar 18 puntos y 11,2 asistencias, volviendo a liderar la liga en este apartado. Al año siguiente fue traspasado a Cincinnati Royals, terminando su carrera profesional disputando dos temporadas más con Milwaukee Bucks.
En el total de su carrera profesional promedió 11,7 puntos, 7,8 asistencias y 4,3 rebotes por partido.

## Estadísticas de su carrera en la NBA
|  | Líder de la liga |

### Temporada regular
| Año     | Equipo        | PJ  | MPP  | TC%  | TL%  | RPP | APP   | PPP  |
| ------- | ------------- | --- | ---- | ---- | ---- | --- | ----- | ---- |
| 1958–59 | Philadelphia  | 45  | 34.8 | .394 | .545 | 6.2 | 5.8   | 10.7 |
| 1959–60 | Philadelphia  | 68  | 36.5 | .389 | .613 | 5.8 | 7.1   | 11.6 |
| 1960–61 | Philadelphia  | 78  | 37.2 | .386 | .687 | 6.5 | 8.7   | 12.8 |
| 1961–62 | Philadelphia  | 80* | 33.1 | .356 | .665 | 4.4 | 8.0   | 8.2  |
| 1962–63 | San Francisco | 79  | 41.4 | .387 | .727 | 5.0 | 10.4* | 13.9 |
| 1963–64 | San Francisco | 79  | 34.1 | .365 | .707 | 4.2 | 7.0   | 11.0 |
| 1964–65 | San Francisco | 79  | 34.2 | .380 | .686 | 4.1 | 7.2   | 14.6 |
| 1965–66 | San Francisco | 79  | 36.7 | .373 | .727 | 4.3 | 10.7  | 18.6 |
| 1966–67 | Chicago       | 81* | 37.8 | .391 | .806 | 4.3 | 11.2* | 18.0 |
| 1967–68 | Chicago       | 4   | 32.3 | .296 | .818 | 3.5 | 7.0   | 10.3 |
| 1967–68 | Cincinnati    | 75  | 18.9 | .355 | .803 | 1.8 | 4.7   | 4.8  |
| 1968–69 | Milwaukee     | 81  | 26.6 | .377 | .793 | 2.8 | 6.9   | 10.3 |
| 1969–70 | Milwaukee     | 64  | 11.7 | .356 | .744 | 1.2 | 3.3   | 3.2  |
| Total   | Total         | 892 | 32.1 | .378 | .721 | 4.3 | 7.8   | 11.7 |

### Playoffs
| Año   | Equipo        | PJ | MPP  | TC%  | TL%  | RPP | APP | PPP  |
| ----- | ------------- | -- | ---- | ---- | ---- | --- | --- | ---- |
| 1960  | Philadelphia  | 9  | 41.1 | .360 | .556 | 8.6 | 6.0 | 13.1 |
| 1961  | Philadelphia  | 3  | 40.3 | .368 | .550 | 7.0 | 5.0 | 17.7 |
| 1962  | Philadelphia  | 12 | 40.2 | .359 | .636 | 5.9 | 7.3 | 11.6 |
| 1964  | San Francisco | 12 | 34.9 | .329 | .702 | 4.8 | 7.5 | 12.3 |
| 1967  | Chicago       | 3  | 32.3 | .375 | .800 | 2.0 | 6.0 | 11.3 |
| 1970  | Milwaukee     | 7  | 9.7  | .286 | .750 | 0.6 | 3.0 | 2.4  |
| Total | Total         | 46 | 33.8 | .350 | .640 | 5.2 | 6.2 | 11.0 |

## Fallecimiento
Rodgers falleció en 2001, en un hospital de Los Ángeles, a la edad de 65 años, víctima de un infarto de miocardio.